# الشيخ الأقرع
الشيخ الأقرع قرية سوريّة تتبع إداريّاً لمحافظة حلب منطقة عفرين ناحية معبطلي، بلغ تعداد سكانها 82 نسمة حسب التعداد السكاني لعام 2004.